# موريغوشي في ناغونو (محطة قطار)
محطة موريغوشي (森口駅 Moriguchi-eki) هي محطة قطار في مدينة ماتسوموتو في ناغانو، في اليابان، تسيرها الشركة الخاصة لاستغلال سكك الحديد البيكو كوتسو. وتقع على خط كاميكوشي وتبعد 8.6 كيلومترات عن نقطة نهاية السير في محطة ماتسوموتو.

## تخطيط المحطة
تحتوي المحطة على منصتين جانبيتين على مستوى الأرض تخدمان مسارين، متصلتين بمبنى المحطة عن طريق تقاطع مستوى.

## التاريخ
افتتحت المحطة في 10 مايو 1922، وانتهى بناء محطة جديدة في مارس 2012.

## إحصاءات الركاب
خلال السنة المالية 2016، استخدمت المحطة بمعدل 279 مسافر يوميا (ركاب الصعود فقط).